# Vụ đâm người ở Nice năm 2020
Sáng ngày 29 tháng 10 năm 2020, ba người bị giết trong một cuộc tấn công bằng dao tại Nhà thờ Đức bà Nice, một vương cung thánh đường Công giáo tại Nice, Pháp. Kẻ bị buộc tội tấn công là một người đàn ông người Tunisia, đã bị bắn và bắt giữ bởi cảnh sát. Thị trưởng Nice nói nó là một vụ tấn công khủng bố, khẳng định đó là một trường hợp Hồi giáo cực đoan.

## Bối cảnh
Trong những năm gần đây, Pháp đã chứng kiến nhiều cuộc tấn công khủng bố jihadist, gây ra bởi các phần tử thuộc Nhà nước Hồi giáo và Al-Qaeda, và cả những người đơn phương thực hiện, chịu ảnh hưởng từ hai nhóm này. Nice là nơi diễn ra một vụ tấn công bằng xe tải năm 2016, khiến 86 người chết; vụ việc diễn ra cách địa điểm vụ tấn công năm 2020 khoảng 0,8 km. Mười hai ngày sau vụ tấn công năm 2016, mục sư Jacques Hamel bị giết trong một vụ tấn công nhà thờ ở Normandy.
Bốn tuần trước khi vụ việc xảy ra, tổng thống Pháp Emmanuel Macron gọi đạo Hồi là một tôn giáo đang "gặp khủng hoảng" trên toàn thế giới, dẫn đến sự phản đối mãnh liệt của người Hồi giáo. Ông hứa sẽ trình một đạo luật để củng cố luật năm 1905 về việc tách riêng nhà thờ và nhà nước ở Pháp. Hai tuần sau, Samuel Paty, một giáo viên lịch sử, bị giết và chặt đầu ở Île-de-France bởi một thanh niên đạo Hồi 18 tuổi người Chechen, nhập cư vào Pháp vào tháng 3 năm 2020, sau khi giáo viên này cho xem các bức biếm họa của Charlie Hebdo vẽ nhà tiên tri đạo Hồi Muhammad cho các học sinh của mình. Sau khi Paty bị sát hại, Macron bảo vệ quyền đăng tải những bức tranh biếm họa Muhammad với lý do tự do ngôn luận. Sau vụ việc, cùng với lập trường của Macron, Tổng thống Thổ Nhĩ Kỳ Recep Tayyip Erdoğan kêu gọi tẩy chay hàng của Pháp. Một số cuộc biểu tình trong thế giới Hồi giáo diễn ra, trong đó người biểu tình đốt hình của Macron và kêu vang những câu nói chống lại Pháp.

## Incident

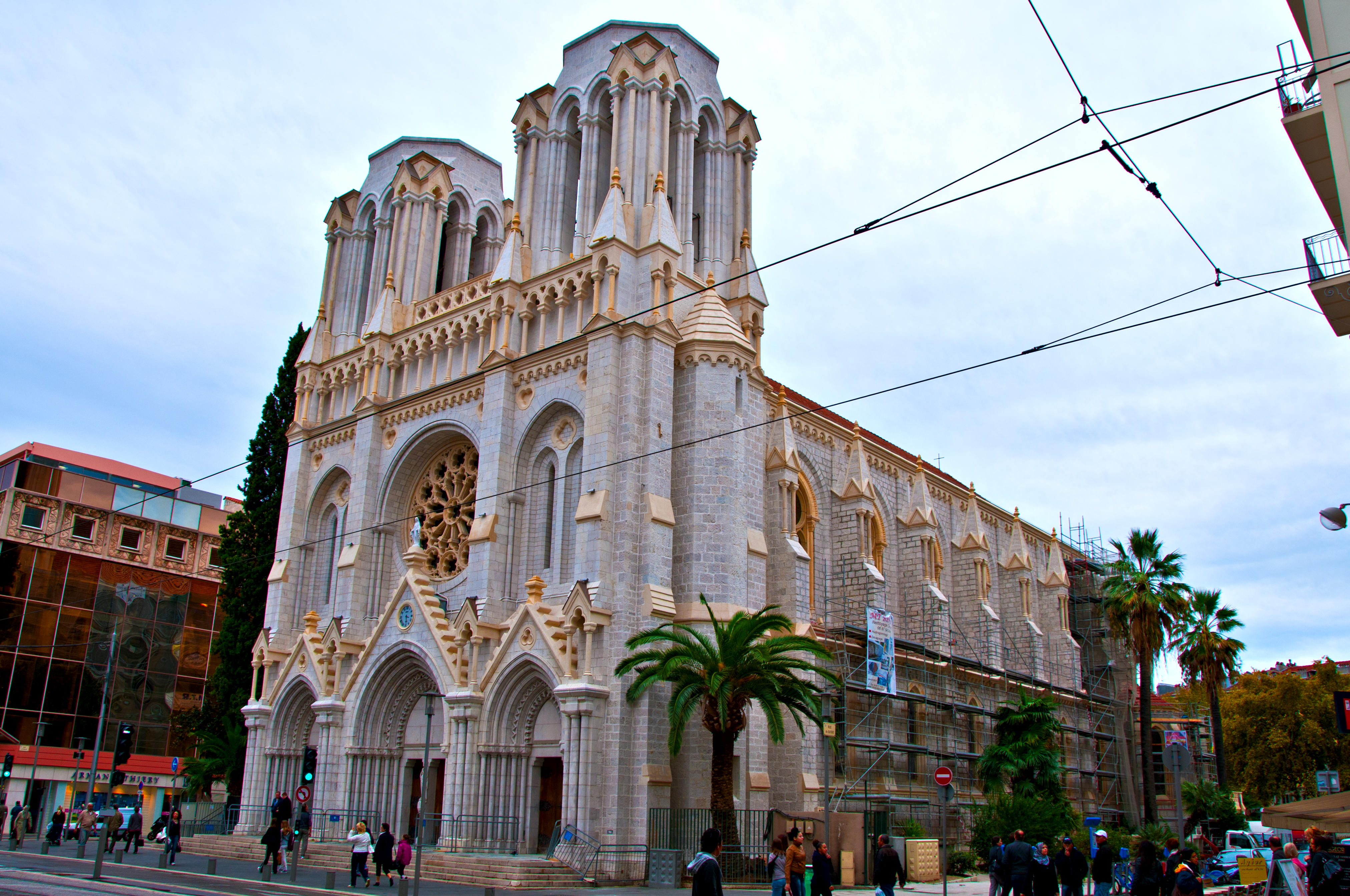
Nhà thờ Đức bà Nice, nơi diễn ra vụ tấn công

Vụ tấn công diễn ra lúc 8:30 sáng ngày 29 tháng 10 năm 2020, ngay trước Nhà thờ Đức bà Nice, một vương cung thánh đường Công giáo nằm trên Đại lộ Jean Médecin tại trung tâm thành phố Nice. Kẻ tấn công giết chết ba người, trong đó có một phụ nữ bị cho là chặt đầu, nhưng sau được đính chính lại là nạn nhân bị vết cắt rất sâu ở cổ.
Vụ tấn công diễn ra trong 28 phút, trong thời gian đó, hung thủ liên tục hét "Allahu Akbar!". Bốn sĩ quan cảnh sát chích điện kẻ tấn công rồi bắn anh, ngay khi anh tiếp tục hét "Allahu Akbar!". Kẻ tình nghi sau đó được đưa đến bệnh viện, nơi ông rơi vào tình trạng nguy kịch. Cảnh sát đã bắn tổng cộng 14 phát đạn. Cơ quan chức trách tìm thấy vật dụng của kẻ tình nghi, bao gồm một quyển Quran, ba con dao, và hai chiếc điện thoại.
Bộ trưởng Nội vụ Pháp Gérald Darmanin nói cảnh sát đang được điều động tại thành phố. Một đơn vị phá bom được đưa đến hiện trường, còn sĩ quan cảnh sát trang bị hạng nặng chống khủng bố bắt đầu canh gác những con đường xung quanh thánh đường. Ngày sau khi vụ tấn công diễn ra, cảnh sát bắt giữ một người đàn ông 47 tuổi, được cho là đã tiếp xúc với hung thủ vào đêm trước đó.

## Nghi phạm
Hung thủ được cho là  Brahim Aouissaoui, một người đàn ông người Tunisia (tiếng Ả Rập: إبراهيم العيساوي), sinh năm 1999. Tháng 9 năm 2020, anh đến hòn đảo Lampedusa, Ý, giữa lúc đại dịch COVID-19 đang diễn ra tại Tunisia. Theo tờ báo thường nhật của Ý Corriere della Sera, Aouissaoui nhận được thông báo rằng anh sẽ bị trục xuất khỏi Ý vì nhập cư trái phép và phải tự rời đi trước ngày 9 tháng 10. Tuy nhiên, vào ngày đó, anh chuyển đến thị trấn cảng Bari ở miền Nam nước Ý. Không có dấu hiệu của bất kỳ hành động nào khác nhằm bảo đảm anh hợp tác. Sau khi đến Bari, Aouissaoui đi đến Pháp vài ngày sau đó.
Trong một cuộc phỏng vấn với Al Arabiya sau vụ tấn công, mẹ của Aouissaoui nói cô ngạc nhiên khi con trai cô gọi điện nói mình đang ở Pháp, do anh không biết tiếng Pháp hay có người quen nào ở đó. Một người hàng xóm cũng nói với Al Arabiya rằng Aouissaoui từng làm một thợ cơ khí và những việc vặt khác khi ở Tunisia, nhưng không có dấu hiệu cực đoan nào.
Công tố viên Jean-François Ricard nói nghi phạm chưa từng rơi vào tầm ngắm của cơ quan tình báo nào là nguy cơ khủng bố tiềm tàng.

## Nạn nhân
Ba người bị giết trong vụ tấn công. Một là một người phụ nữ 60 tuổi đang cầu nguyện trong nhà thờ; cô bị phát hiện với một vết cắt rất sâu trên cổ, theo lời viên chức đây là dấu hiệu cho thấy hung thủ đã cố chặt đầu bà. Nạn nhân thứ hai là một người giữ đồ thờ thánh 55 tuổi, chết vì một vết thương lớn ở họng. Nạn nhân còn lại là một người phụ nữ 44 tuổi người Brazil chạy thoát khỏi nhà thờ với vài nhát đâm và thiệt mạng ở một quán cà phê gần đó.

## Phán ứng

### Trong nước
Phút mặc niệm được diễn ra tại Hạ viện Pháp sau khi nhận tin về vụ đâm chết người. Chính phủ xác nhận Tổng thống Emmanuel Macron sẽ đến hiện trường vụ việc vào sáng ngày hôm sau. Macron sau đó kêu gọi sự kiên định và đoàn kết, đồng thời bày tỏ sự cảm thông với cộng đồng Công giáo tại Pháp. Ông cũng nói rằng trường học và nơi thờ phụng sẽ được bảo vệ với lực lượng an ninh gấp đôi.
Đại diện của Hội đồng Đức tin Hồi giáo Pháp lên án vụ sát hại, nói rằng, "Với sự thương tiếc và đồng lòng cùng các nạn nhân và gia đình của họ, tôi kêu gọi tất cả người Hồi giáo ở Pháp hủy tất cả hoạt động ngày lễ Mawlid."

### Phản ứng quốc tế
Chủ tịch Nghị viện châu Âu David Sassoli, Thủ tướng Tây Ban Nha Pedro Sánchez, và Thủ tướng Ý Giuseppe Conte đều gửi lời chia buồn với người dân Pháp. Thổ Nhĩ Kỳ đưa ra một phát biểu bày tỏ lời cảm thông với người dân Pháp, nói rằng "không lý do nào cho phép giết người hay bạo lực. Những kẻ thực hiện cuộc tấn công dã man tại một nơi thờ phụng linh thiêng rõ ràng không có bất kỳ giá trị tôn giáo, nhân văn hay đạo đức nào". Cuộc tấn công cũng bị lên án bởi Ả Rập Xê Út.

## Diễn tiến sau đó
Cùng ngày, một người đàn ông bị bắt giữ gần một nhà thờ ở Sartrouville. Ông cố thực hiện một cuộc tấn công bằng dao và nói là được khích lệ bởi vụ tấn công tại Nice. Một người đàn ông mang theo dao cũng bị bắt ở Lyon; theo lời cảnh sát, ông chuẩn bị tấn công mọi người trên một xe điện mặt đất. Ngoài ra, đại sứ quán Pháp tại Jeddah, Ả Rập Xê Út báo cáo một cuộc tấn công bằng dao khác nhằm vào nhân viên bảo vệ của tòa nhà, nhưng đã bị bắt giữ.
Hai giờ sau vụ tấn công ở Nice, một người đàn ông tự nhận là thành viên của nhóm cực hữu Génération identitaire bị cảnh sát bắn chết tại Avignon. Ông đã đe dọa các sĩ quan cảnh sát và một thương gia từ Bắc Phi bằng một khẩu súng lục, và được nói là đã chào kiểu Quốc xã. Ông cũng có tiền sử bệnh tâm thần.